# Shadrack Kimutai Koech
Shadrack Kimutai Koech (kasachisch Шедрак Коеч; * 28. Dezember 1999 in Nakuru) ist ein kasachischer Langstreckenläufer kenianischer Herkunft, der vor allem zu Straßenläufen in Europa antritt.

## Leben

### Privatleben
Koech stammt aus der westkenianischen Großstadt Nakuru. Sein Lauftraining absolvierte er in der 2400 über dem Meeresspiegel gelegenen Stadt Iten, in der sich ein Leistungszentrum des kenianischen Laufsports befindet. Mitte 2017 trat Koech erstmals zu Rennen in Kasachstan an und entschied sich bald darauf für einen Nationalitätswechsel – in der Hoffnung auf weniger nationale Konkurrenz und höhere Preisgelder. Am 21. August 2019 stimmte der Leichtathletikweltverband IAAF diesem Ansinnen zunächst zu; später kam es allerdings zu einer gegenteiligen Entscheidung. Koech wurde – zusammen mit Norah Jeruto, Daisy Jepkemei und Caroline Chepkoech Kipkirui – offiziell eingebürgert und verlor seine kenianische Staatsbürgerschaft. Seit dem 30. Januar 2022 ist er nun berechtigt, Kasachstan in internationalen Wettbewerben zu repräsentieren. Er lebt und trainiert mittlerweile in der ostkasachischen Stadt Öskemen.

### Sportliche Karriere
Sein erstes den IAAF-Richtlinien entsprechendes Rennen war ein 5000-Meter-Lauf in Thika am 6. März 2016, den er in 14:22,7 Minuten auf dem neunten Rang beendete. Am 22. Juni gleichen Jahres trat er in Nairobi zur kenianischen Vorausscheidung für die U20-Weltmeisterschaften 2016 an, die knapp einen Monat später in der polnischen Stadt Bydgoszcz anstanden. Im 10.000-Meter-Lauf gelang ihm in 28:43,28 Minuten lediglich der fünfte Platz, wodurch er die Qualifikation verpasste. Drei Jahre darauf hatte Koech hatte Ambitionen, an den im August 2019 im marokkanischen Rabat ausgetragenen Afrikaspielen teilzunehmen. Daher beteiligte er sich in Nairobi an den kenianischen Vorauswahlwettbewerben und belegte am 22. Juni 2019 in 28:24,40 Minuten den vierten Platz über 10.000 Meter. Dieses Ergebnis reichte allerdings nicht für eine Nominierung ins Nationalteam.
Seinen ersten Straßenlauf in Europa absolvierte er eine Woche später am 29. Juni 2019 über die Zehn-Kilometer-Strecke in der niederländischen Stadt Appingedam. Er konnte das Rennen in 28:22 Minuten direkt gewinnen und machte so erstmals international auf sich aufmerksam. Etwa zweieinhalb Monate später trat Koech am 15. September zum Kopenhagen-Halbmarathon an und belegte mit einer Zeit von 1:00:12 Stunden den sechsten Platz. Wenige Tage darauf wurde er als Tempomacher für das Projekt Ineos 1:59 Challenge ausgewählt. In diesem Rahmen half er am 12. Oktober 2019 Eliud Kipchoge bei dessen erfolgreichem Versuch unter Modellbedingungen, erstmals einen Marathon in unter zwei Stunden zu laufen.
Es folgten für Koech weitere Rennen in den Niederlanden und am 25. September 2022 konnte er den Marathon in der kasachischen Stadt Almaty – die Veranstaltung wird als größte Laufveranstaltung Zentralasiens betitelt – gewinnen. Im Jahr 2023 feierte er dann Erfolge bei großen Meisterschaften: Zunächst sicherte er sich am 12. Februar bei den Leichtathletik-Hallenasienmeisterschaften in Astana die Bronzemedaille im 3000-Meter-Lauf und exakt fünf Monate später errang er am 12. Juli bei den Leichtathletik-Asienmeisterschaften in Bangkok die Silbermedaille im 10.000-Meter-Lauf.

## Statistiken

### Ergebnisse bei Straßenläufen
| Datum         | Ort        | Distanz      | Zeit      | Platz |
| ------------- | ---------- | ------------ | --------- | ----- |
| 29. Juni 2019 | Appingedam | 10 km        | 28:22 min | 1.    |
| 15. Sep. 2019 | Kopenhagen | Halbmarathon | 1:00:12 h | 6.    |
| 17. Nov. 2019 | Nijmegen   | 15 km        | 42:50 min | 6.    |
| 17. Okt. 2021 | Amsterdam  | Marathon     | 2:09:04 h | 20.   |
| 15. Mai 2022  | Venlo      | Halbmarathon | 1:04:55 h | 9.    |
| 25. Sep. 2022 | Almaty     | Marathon     | 2:21:27 h | 1.    |

### Persönliche Bestzeiten
Stand: 1. Dezember 2024
| Disziplin             | Ort        | Zeit         | Datum              |
| --------------------- | ---------- | ------------ | ------------------ |
| 800 m (Halle)         | Öskemen    | 1:59,40 min  | 30. Januar 2021    |
| 1500 m (Halle)        | Öskemen    | 3:59,64 min  | 17. Februar 2022   |
| 3000 m (Halle)        | Astana     | 7:59,84 min  | 12. Februar 2023   |
| 5000 m (Stadion)      | Kampala    | 13:43,00 min | 8. Mai 2021        |
| 10.000 m (Stadion)    | Nairobi    | 28:24,40 min | 22. Juni 2019      |
| 10.000 m (Straße)     | Prag       | 27:21 min    | 7. September 2019  |
| 15.000 m (Straße)     | Nijmegen   | 42:50 min    | 17. November 2019  |
| Halbmarathon (Straße) | Kopenhagen | 1:00:12 h    | 15. September 2019 |
| Marathon (Straße)     | Amsterdam  | 2:09:04 h    | 17. Oktober 2021   |